# Читлучки поток
Читлучки поток је водени ток на Фрушкој гори, десна је притока Дунава, дужине је 10,2km и површине слива 14,2km².
Настаје од сталног извора на 440 м.н.в.) и неколико периодичних токова који дренирају северне падине Фрушке горе. Тече ка северозападу и улива се у Дунав на 77 м.н.в., низводно од Шашићеве аде у источном делу насеља Баноштор. Амплитуде протицаја крећу се од 5 л/с до 19,5 m³/с. Главна притока је Угљарски поток. У горњем делу слива налази се каменолом који је путем повезан са насељем Черевић на Дунаву.